# S/2009 (2002 VF130) 1
S/2009 (2002 VF130) 1, também escrito como S/2009 (2002 VF130) 1, é o objeto secundário do corpo celeste denominado de 2002 VF130. Ele é um objeto transnetuniano que tem cerca de 105 km de diâmetro e orbita o corpo primário a uma distância de 22 400 ± 100 km.

## Descoberta
S/2009 (2002 VF130) 1 foi descoberto no dia 03 de novembro de 2008 por K. S. Noll, S. D. Benecchi e W. M. Grundy através do Telescópio Espacial Hubble e sua descoberta foi anunciada em 03 de maio de 2011.